# Jobstown
Jobstown är en ort i republiken Irland. Den ligger i den östra delen av landet, 12 km sydväst om huvudstaden Dublin. Jobstown ligger 116 meter över havet och antalet invånare är 10 825.
Terrängen runt Jobstown är platt åt nordväst, men åt sydost är den kuperad. Terrängen runt Jobstown sluttar norrut. Runt Jobstown är det ganska tätbefolkat, med 104 invånare per kvadratkilometer. Närmaste större samhälle är Dublin, 12,2 km nordost om Jobstown. Runt Jobstown är det i huvudsak tätbebyggt.